# 公
公（こう）は、古代の中国語では個々に細かく分かれた「私」を包括した全体を意味する語である。また、一部に偏らないという意味を含む。このことから「公平」という熟語を生ずる。
この項目では中国に限らず、「公」に相当する日本やヨーロッパにおける称号、爵位、尊称などについても述べる。

## 概要

### 漢字の成り立ち
漢字の「公」は円形の容器（甕）を象る象形文字で、この文字を「おおやけ」を指す単語に当てるのは仮借による。『説文解字』では「八」と「厶」とを組み合わせた会意文字と説明されているが、甲骨文字や金文の形を見ればわかるようにこれは誤った分析である。

### 「国家」
個々人の「私」に対する全体としての「公」は、のちに転じて国家を指すようになった。また、国家の官職に就いている士を公士といったり、国家に属する民を公民といったりするようになった。さらに、封建制のもとでは国家の支配者である君（君主）が国家を体現する存在であることから、君のことを公という用法が生じた。

### 古代中国の理念
「王」の称号をもつ君は天子のみであったから、春秋時代までは周以外の国の君は公とのみ称した。
天子である王（のちには皇帝）も君であるから公であり、天子の家である朝廷を公上と尊称したり公家と呼んだりすることができる。

## 中国における公の称号
儒家によって理想化された周の封建制理念においては、諸国の君は周の王である天子によって爵（爵位）を授けられた諸侯であると見なされるようになった。そこにおいて諸侯の爵位は公・侯・伯・子・男の五等爵に分かれていたとされる。公の爵位は魯公など周王室の親族出身の諸侯にのみ許される諸侯の最高位であると考えられるようになった。
天子の国である周を除く諸国では、君主の称号として王に代わって公がもっぱら用いられた。戦国時代に有力な諸侯が王の称号を名乗ったため天子による「王の称号独占」は消滅した。さらに漢では有力な皇族や功臣が諸侯として王に封ぜられたので、公の位は王に継ぐ諸侯の称号として皇族や功臣に与えられるようになった。
その後、爵位に関する制度の変遷と共に様々に内実を変化させつつ、20世紀初頭の清の滅亡に至るまで、公の称号は皇族や功臣に与えられる爵位として用いられていた。

## 日本において
周の最高位にある3人の大臣が三公と呼ばれたことから、公は大臣の別称としても用いられるようになった。公卿は三位以上及び参議に任ぜられた人への敬称とである卿と組み合わせた言葉であり、また公家という呼び名の元になっている。後には身分の高い人や年配の人に対して広く用いられる尊称となった。今では廃れたが店の主人をさして「主人公」と呼ぶ用法があった。
奈良時代から平安時代前期には、藤原不比等（文忠公、淡海公）、藤原基経（昭宣公、越前公）といった九名の公卿に、諡号としての公が贈られている。平安時代以降、位階に関わらず自らの主君への尊称として名の下に公と付けて呼ぶ例が生まれ、江戸時代まで続いている。水戸藩では主君への諡（おくりな）に「公」を用いていた（徳川斉昭であれば「烈公」）。
武家政権（封建制）の時代、特に鎌倉時代末期以降に、将軍を公方(くぼう)と呼ぶようになる。これは、将軍の権威が増したことにより、国家を体現する公としての性格を将軍が得たことを示している。この際、日本独自の感覚として「私」と「公」が対立関係に転化したと思われる。
明治時代以降においては、華族のうち公爵を受爵した人への敬称として使用する（近衛文麿であれば「近衛公」）。また日韓併合後、李朝王室・大韓帝国帝室であった李王家には王公族の身分が与えられたが、分家の2家の家長である男性について「公」の称号が与えられた。第二次世界大戦後には華族も王公族も廃止されたため、公の敬称や称号を受ける人間はいなくなった。

### 日本語の中の「公」
- 「対立関係に転化」に補足して、後代の用例として「滅私奉公」「公私混同」という使い方がある。
- 「忠犬ハチ公」のように動物や友人に対する愛称としての用法。
- 「先公」（先生の意）や「ポリ公」（警察官の意）、「ヤー公」（ヤクザの意）などの蔑称としての用法。
- 日本史上の、とりわけ郷土の偉人に対する敬称としての用法[2]。

## ヨーロッパにおける公の称号
公は、東アジアにおける五等爵の公から転じてヨーロッパで貴族の称号として用いられるいくつかの語の訳語としても用いられる。公と訳されるヨーロッパ諸語は、大きく分けてラテン語で「第一人者、君主」を意味するprinceps（英語のprince）に関連するものと、同じくラテン語で「指導者、指揮官」を意味するdux（英語のduke）に関連するものの2種類がある。
princeps系統の称号はプリンケプスの項で詳しく述べるように、ローマ皇帝の称号に起源をもち、本来の意味は独立した領邦をもつ君主のことである。これに対してdux系統の称号は元々辺境の軍事司令官の官職であったが、後に強力な諸侯を指すようになったものという違いがある。（duxの指導者という意味はイタリア語で長く残り、ヴェネツィア共和国の元首の称号「ドージェ」、イタリア王国でムッソリーニが称した「ドゥーチェ」（統領）もduxの系統にある称号である。）
これらの区別は、称号の歴史的経緯を異にする漢字では完全に対応する訳語は作られていない。そのため西ヨーロッパの王侯貴族の称号を日本語に訳す際には、princeps系統の称号とdux系統の称号のいずれも公と訳されることがあり、しばしば混同される。地域によってはduxの中でも君主（princeps）の地位を認められた者があったり、国王の臣下であるのにprincepsの称号しかもたない者があるなど、両者の関係は複雑に入り組んでいる。
区別のためドイツのprincepsを侯と訳すこともあるが、これとは別に英語のmarquessに当たる称号の訳がほぼ侯爵で定まっているため、この場合も別の混同が生じる。ただしフランスにおけるコンデ親王（Prince de Condé）のように、王室から分家してprinceの称号を得た世襲の大貴族を公ではなく親王と訳すことがある。ただこの「親王」という称号は、皇族を皇帝より下位の「王」に封ずる習慣のあった東アジアにおいて、より皇帝に近い皇族、王の中でも特に上位の者を「親王」としたものであり、王族を親王と訳するのは原義からすれば矛盾を含む。また「大公」と訳すこともある。princeps系称号のうち領主としての地位を意味するドイツ語のフュルスト（Fürst）は侯、侯爵（近代）などの訳が多い。
なお女性で公位・大公位に即いた者は女公（じょこう）・女大公（じょたいこう）という。注意しなければならないのは、ヨーロッパ言語では「女王」を表す語と「王后」を表す語が同じ語（例：英語では queen）であるように、「女公」と「公妃」、そして「女大公」と「大公妃」もそれぞれ同じ語で表されるという点である。例えば英語では、duchess は「女公」または「公妃」を表し、grand duchess／archduchess は「女大公」または「大公妃」を表す。また princess に至っては「女公」または「公妃」に加えて、「王女」または「王子妃」を表す場合もあるので特に注意が必要である。

### ドイツ
ドイツではさらに複雑で、duxに対応するドイツ語のヘルツォーク（Herzog）は中世までは「大公」、近代以降は「公」あるいは「公爵」と訳す。中世の大公はほとんど定訳であるが、中世末期以降にハプスブルク家のルドルフ4世が名乗ったエルツヘルツォーク（Erzherzog）やグロスヘルツォーク（Grossherzog）も大公と訳している。ドイツではprinceps系称号はフュルスト（Fürst）とプリンツ（Prinz）の2種があり、前者は領主としての地位を意味し、後者は君侯の一族の称号である。前述のように前者は「侯」と訳されることが多い（「公」と訳すこともある。リヒテンシュタイン公国など。）が、後者は「王子」「公子」などの訳が多い。

### イングランドおよびウェールズ
イングランドでは、公と呼ばれるのは大陸から借用したdux系統の爵位、公爵（duke）を国王から与えられた王族や有力貴族たちに限られる。princeps系統のプリンス（prince）という称号は用いられていなかったが、ハノーヴァー朝から、王族についてプリンス（prince）の称号が与えられるようになったものである。
これに対してイングランドの隣国ウェールズでは、中世前期に各地方ごとに割拠した君主たちがおり、彼らはイングランド側からプリンス（prince）と呼ばれていたが、これを日本では公と訳している。13世紀にウェールズで最強の君主だったグヴィネズ公のルウェリン・アプ・グリフィズは「全ウェールズの公（Prince of Wales）」という称号を最初に用いたが、これがのちにイングランド王国の王位継承者に授けられるようになったプリンス・オブ・ウェールズの称号の起こりである。

### ルーシ
東ヨーロッパのルーシにおいて「公」は「クニャージ」（князь）という呼ばれる。この称号を持つ君主は、西ヨーロッパではprinceps系統の称号と同等視されており、日本語においても公と訳すのが定訳となっている。クニャージという称号はドイツ語の「ケーニヒ」（könig）、英語の「キング」（king）と同じように古ゲルマン語圏の古ノルド語の君主を意味したコンヌング（Konnung）から来ているが、ルーシの言語では「王」を指す言葉король（カール大帝の名に由来）が別に存在している（ダヌィーロ・ロマーノヴィチ）。
現在のウクライナに当たる地域にはヴァリャーグの一族であるルーシ族を権力の中心に据えたといわれるキエフ・ルーシが建国されたが、その長であったリューリクの後継者がヴェリーキー・クニャージ（великий князь、「大公」）を名乗り、彼の一族すべてが「公」を名乗った。その後、ヤロスラフ1世賢公の後キエフ・ルーシは各「公」の独立性の強まりと内紛により事実上の分裂状態を迎えるが、この頃になるとリューリクの子孫である「公」は国中に無数にいるという状態となり、その中のごく一部の有力者が自分の「公国」を持つようになった（リューリク朝）。
当初はその中の1つであったノヴゴロド共和国では、地元貴族や市民階級の力の強まりにより「公」は選挙によって選ばれた「市長」または「代官」と訳される「ポサードニク」（посадникъ）及び議会によって他の公国から招聘される存在となった。招かれた「公」は町の外に住まわされ、権力は著しく限定されもっぱら軍事を司る「傭兵隊長」的存在、シンボル的存在となった。また、共和国内での派閥の権力の推移の度に招聘されたり追放されたりしたため、その「公」としての「任期」は短いことがほとんどであった。また、戦争に失敗した場合などもやはり追放処分を受けたが、そのときは同時にその「公」を推した「ポサードニク」らも失脚することとなり、これらは一種運命共同体であった。
13世紀半ば、モンゴル帝国の侵略によりルーシはジョチ・ウルスに隷属したが、その中でモンゴル権力に最も近付いたヴラジーミル公国が新たにモンゴル帝国より「大公」に封ぜられてルーシ地域におけるモンゴル帝国の冊封体制におけるモンゴルの代理人の役割を担った。それに対して、現在の西ウクライナにあったハールィチ・ヴォルィーニ大公国の大公たちは、「ルーシ王」の称号をローマ教皇から受け、ヨーロッパの諸国からキエフ・ルーシの後継者とみなされ、その諸国から支援をもらいジョチ・ウルスの支配体制に抵抗し、ルーシの独立を貫こうとした。
15世紀、旧キエフ公国の領土がリトアニア大公国の支配下におかれ、「公」はルーシ系の「リューリクの子孫」という古来の意味の他に、リトアニア系の「ゲディミナスの子孫」（ゲディミナス朝）という新しい意味が加わったのである。キエフを支配したリトアニア大公は「ルーシ大公」という称号を有し、16世紀にその称号をポーランドの受け継いだ。18世紀末のポーランド分割にかけてポーランド・リトアニア共和国の君主は「ポーランド王、リトアニアおよびルーシ大公」と名乗り続けた。
同時代、ウラジーミル大公国が「タタールの軛」を断ち切った後はモスクワ大公国がロシアに初めての中央集権国家として成立した。やがて、イヴァン3世が場合によって自らツァーリ（カエサルの名に由来し、キリスト教権力と東方の権力の後継者を意味する）を名乗り、次のイヴァン4世（雷帝）は「大公」の称号を廃して正式にツァーリとなった。この時点でロシアの「公」たちはツァーリに対して隷属する「勤務貴族」階層に過ぎなくなり、18世紀に正式に成立したとされるロシア帝国においては、クニャージは有力貴族に与えられる爵位称号へと変わる。これがロシア帝国の爵位3等の最上等である「公爵」である。
このように、東欧における「公」には単語は同じкнязьでも実態にはいくつかの種類があり、自称かつ血族の称号であったルーシの「公」、ルーシ崩壊後階級の称号となっていったその後の「公」とでは大きく性格が異なる。特に後者では「任命される公」であったことが重要である。西ヨーロッパでprinceps系統の称号と同等視されたのは、後者の事情に基づくものである。

### 概観
キエフ・ルーシの例が典型であるように、ヨーロッパにおいて「公」と訳される称号をもった王侯貴族は、必ずしも公の称号を主君から爵位として与えられた封臣であるとは限らない。特にprinceps系統の称号の場合、原義が「第一人者」であることから分かるように、本来は一国の頂点に立つ人物の称号であった。公が統治していた国はルーシ諸国の他にポーランド王国以前のポーランドや、ルーマニアに統合される以前のワラキア、モルダヴィアなどが挙げられるが、いずれも国際的に「国王」という地位の承認を受けるまでに至っていなかった小国の君主が公（princeps）の称号を名乗っていた例である。